# 比拉河 (拉塔河支流)
比拉河（羅馬化：Bila）是烏克蘭西部的河流，屬於拉塔河的支流。該河流經利沃夫州的亞沃里夫區、利維夫區和舍普季茨基區，河道全長40公里，流域面積180平方公里。